# Pia Cramling
Pia Cramling (nascuda a Estocolm, 23 d'abril de 1963), és una jugadora d'escacs sueca, que té el títol de Gran Mestre des de 1992. Ha estat una de les millors jugadores femenines del món, i la sisena dona en la història que assolí el títol de GM absolut. Ha desenvolupat gran part de la seva carrera a l'estat espanyol, on hi resideix des de 1988; està casada amb el GM Juan Manuel Bellón López, amb qui ha tingut una filla: Anna Cramling, i és germana del MI suec Dan Cramling. Va ser guardonada amb l'Òscar dels escacs femení el 1983.
Ha estat la jugadora número 1 del món segons la llista d'Elo de la FIDE en tres ocasions, el gener de 1983 (empatada), el gener de 1984 (en solitari), i el juliol de 1984 (empatada).
A la llista d'Elo de la FIDE de l'agost de 2020, hi tenia un Elo de 2464 punts, cosa que en feia el jugador número 15 (absolut, en actiu) de Suècia, la número 1 femenina del país, i la número 22 del rànquing mundial femení. El seu màxim Elo va ser de 2550 punts, a la llista d'octubre de 2008 (posició 413 al rànquing mundial).

## Resultats destacats en competició
Cramling ha assolit nombrosos èxits en torneigs, especialment durant els anys 1980 i 1990, però la seva carrera en l'àmbit dels escacs femenins es va veure frenada per la irrupció a l'escena internacional de les germanes Polgár, molt més populars davant els mitjans de comunicació. Ha estat diversos cops subcampiona al Campionat de Suècia absolut, l'any 1987 a Estocolm (el campió fou Axel Ornstein), l'any 2000 a Örebro (el campió fou Tom Wedberg), l'any 2007 a Estocolm (el campió fou Tiger Hillarp Persson), i l'any 2009 a Kungsor (el campió fou Emanuel Berg).
Des de 1982 tenia el títol de Gran Mestre Femení, i des de 1983 el de Mestre Internacional absolut. El febrer de 1992, al Torneig Obert de Berna, va aconseguir la seva definitiva norma de Gran Mestre. Es va proclamar Campiona femenina d'Europa en dues ocasions, els anys 2003 i 2010.
Entre altres torneigs, ha guanyat també el Festival de Biel femení de 2006. El 2008 fou segona al torneig femení d'Estambul, rere Hou Yifan. El mateix any, al Campionat del món d'escacs femení de 2008 a Nalchik va assolir les semifinals, però fou eliminada per la finalment vencedora, Aleksandra Kosteniuk. Empatà als llocs 3r–6è amb David Berczes, Iuri Kuzúbov i Ievgueni Gléizerov a la Rilton Cup 2008/2009.
El juny de 2010, va participar en el "IV Masters Ruy Lopez", un Categoria XIV disputat a Villafranca de los Barros, i hi acabà setena (el campió fou Ivan Txeparínov).

### Participació en olimpíades d'escacs

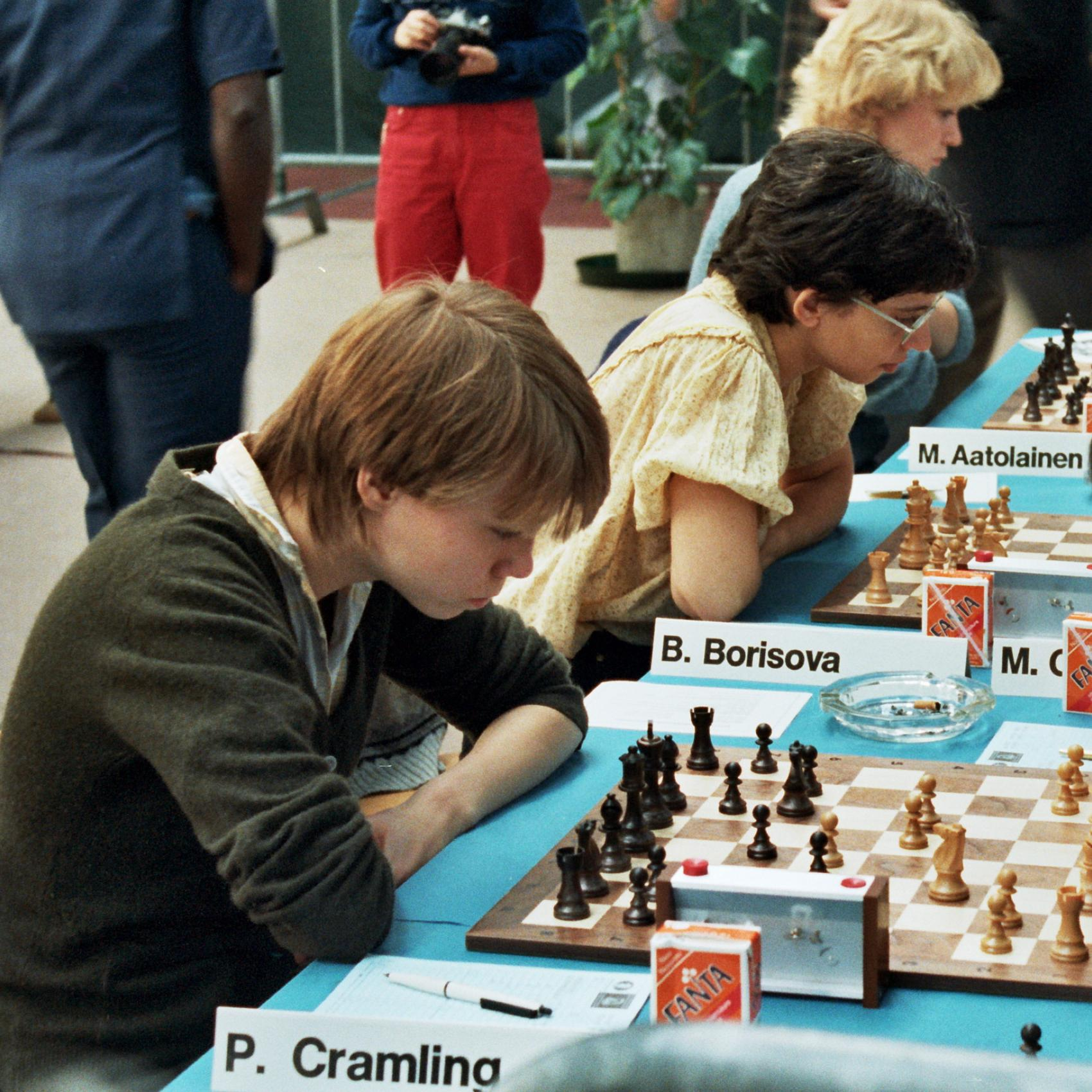
Pia Cramling, en primer terme, a l'Olimpíada de 1982, a Lucerna

Cramling ha participat, representant Suècia, en deu Olimpíades d'escacs entre 1978 i 2008, quatre d'elles en la competició absoluta (masculina). En les seves sis participacions en les olimpíades femenines hi ha obtingut l'excel·lent resultat de +48 =23 –3 (un 80,4% de la puntuació), obtenint 6 medalles individuals per la seva actuació, dues d'or, tres d'argent i una de bronze.